# Maximilian Friedrich von Elverfeldt genannt Beverförde zu Werries
Maximilian Friedrich von Elverfeldt genannt Beverfoerde-Werries (* 15. September 1768; † 18. Mai 1851) war Domherr in Münster, Osnabrück und Paderborn.

## Leben
Max Friederich kommt aus dem Geschlecht derer von Elverfeldt. Sein Vater war Carl Friedrich von Elverfeldt und seine Mutter war Franziska Christina von Vittinghoff genannt Schell.
Weil sich Friedrich Christian von Beverförde zu Werries – den man auch den „tollen Werries“ nannte – von seiner Ehefrau getrennt hatte und damit kinderlos blieb, adoptierte er am 24. Januar 1768, wenige Tage vor seinem Tod, den einjährigen Bruder Friedrich Clemens, zum Sohn und Erben. Dieser gründete die Seitenlinie Elverfeldt genannt von Beverfoerde zu Werries, einen Titel, den auch Max Friedrich übernahm. Anders als sein Bruder wurde er aber Kanoniker im Hochstift Münster, Hochstift Osnabrück, Hochstift Paderborn. Als Sohn eines westfälischen Adeligen war es bis Reichsdeputationshauptschluss sein Bemühen gewesen, die Domherrenpräbende und damit auch die Einflussmöglichkeit auf die regionale Politik dem Landadel zu erhalten. Nur widerwillig nahm er die Säkularisierung in Münster durch den preußischen Staat hin. Nach der Machtübernahme durch Napoleon begrüßte er das Einsetzen des Bischofs Ferdinand August von Spiegel durch den Usurpator, der keine Bestätigung von Rom hatte. Nach Auflösung der geistlichen Fürstentümer ließ sich Max Friedrich laisieren, ohne auf seine Versorgungsansprüche aus den verschiedenen Domherrenpräbenden zu verzichten.